# Iosl Lerner
Iosl Lerner (în idiș ‏יאָסל לערנער‎‏‎; în rusă Йосл Лернер; n. 24 noiembrie/7 decembrie 1903, Reni, gubernia Basarabia, Imperiul Rus – d. 24 aprilie 1994, Tel Aviv, Israel) a fost un evreu basarabean, poet, dramaturg și profesor român, sovietic și israelian. A scris preponderent în idiș.

## Biografie
S-a născut în târgul Reni (acum oraș și centru raional din Bugeac, Ucraina) din ținutul Ismail, gubernia Basarabia a Imperiului Rus. A locuit la Briceni (acum oraș și centru raional din Republica Moldova), a studiat la Cernăuți, iar în anii 1930 a lucrat ca profesor la Ștefănești (județul Botoșani).
A debutat în 1929 cu poezii în presa periodică idiș din România (ziarul Cernovitser blater), iar în 1936, la București, a fost publicată prima sa colecție de poezie, numită Dos gezang fun hintergas: lid un folksmotiv („Cântarea porților: cântec și motiv popular”), în care s-a manifestat pe deplin interesul său pentru folclorul urban. În 1936, împreună cu poetul Josef Trachtenberg, a scris o serie de piese cu un singur act pentru teatru-variete.
După ocuparea Basarabiei și Bucovinei de Nord de către URSS în 1940, Lerner s-a stabilit la Cernăuți. În timpul celui de-al doilea război mondial s-a aflat în ghetou în Transnistria. Odată cu dispariția periodicelor sovietice în limba idiș de la sf. anilor 1940, nu a mai avut ocazia să publice.
În 1949 a fost arestat în timpul arestărilor în masă ale scriitorilor evrei, fiind condamnat la 10 ani în lagăre de muncă forțată, după eliberarea sa din 1954 s-a întors la Cernăuți.
În 1972, a emigrat în Israel, unde a început din nou să publice poezie, publicând mai multe colecții de poezii, inclusiv Fun khelemir pinkes („Din cronica Helem”, 1975), Biz s’heybt he togn („Până în zori”, 1977), Bam ofenam fanzter („La fereastra deschisă”, 1979), Lidar un mayseleh mit ha gutn mein („Poeme și basme cu bună intenție”, 1983).
A publicat în Cernovitser blater (Cernăuți), Unzar Zeit („Timpul nostru”, Chișinău), Shoibm („Ferestre”, București), Ufgang („Răsărit”, Sighet), Literar Blater („Foi literare”, Varșovia), Naye Prese și Undzer Worth („Presa noastră” și „Cuvântul nostru”, Paris), Yidishe Zeitung („Ziarul evreiesc”, Buenos Aires), Sovetish heymland și Horizontn („Patria sovietică”, „Orizont”, Moscova), edițiile israeliene Basikh („Acasă”), Jerusholaimer almanach („Almanahul Ierusalimului”), Isroel shtime („Vocea Israelului”), Letste nayes („Ultimele știri”).
A murit în orașul israelian Kiryat Ono în anul 1994.